# گمینا کیشلیتسه
گمینا کیشلیتسه (به لهستانی:  Gmina Kisielice) یک گمینا در لهستان است که در شهرستان ایواوا واقع شده‌است. گمینا کیشلیتسه ۱۷۲٫۸ کیلومتر مربع مساحت و ۶٬۲۳۲ نفر جمعیت دارد.